# تپه پشت توه ۲
تپه پشت توه ۲ مربوط به مس وسنگ - مفرغ است و در شهرستان گیلانغرب، بخش گواور، دهستان گواور، ۲۲۰۰ متری جنوب غربی روستای علیرضاوندی واقع شده و این اثر در تاریخ ۲۷ اسفند ۱۳۸۶ با شمارهٔ ثبت ۲۲۳۹۰ به‌عنوان یکی از آثار ملی ایران به ثبت رسیده است.